# Waggaman
Waggaman is een plaats (census-designated place) in de Amerikaanse staat Louisiana, en valt bestuurlijk gezien onder Jefferson Parish.

## Demografie
Bij de volkstelling in 2000 werd het aantal inwoners vastgesteld op 9435.

## Geografie
Volgens het United States Census Bureau beslaat de plaats een oppervlakte van
17,0 km², waarvan 14,5 km² land en 2,5 km² water.

## Plaatsen in de nabije omgeving
De onderstaande figuur toont nabijgelegen plaatsen in een straal van 8 km rond Waggaman.